# Kazunari Ninomiya
Kazunari Ninomiya (二宮和也, Ninomiya Kazunari), conegut com a Nino, és un dels membres del grup japonès de J-Pop Arashi, creat el 1999. És, també, un ídol de l'espactacle japonès: cantant, compositor, actor, famós de la ràdio i la televisió i seiyū.
Nascut a Tòquio el 17 de juny de 1983, a l'edat de 13 anys va ingressar a la famosa agència de talents japonesa Johnny & Associates. El 15 de setembre de 1999, debutava a Honolulu, Hawaii, com un dels cinc membres que componen el popular grup Arashi. És també conegut per ser un dels protagonistes de la pel·lícula de Clint Eastwood Cartes des d'Iwo Jima, on hi interpretava el paper de soldat Saigo.

## Filmografia
Per a la Televisió japonesa
- Ryusei no Kizuna 「 流星の絆 」(TBS,2008)
- Yamada Taro Monogatari 「山田太郎ものがたり」 (TBS, 2007)
- Marathon 「マラソン」 (TBS, 2007)
- Haikei, chichiue-sama 「拝啓、父上様」 (Fuji TV, 2007)
- Sukoshi wa, ongaeshi ga dekitakana 「少しは、恩返しができたかな」 (TBS, 2006)
- Yasashii Jikan 「優しい時間」 (Fuji TV, 2005)
- Minami-kun no Koibito 2004 「南くんの恋人」 (TV Asahi, 2004)
- Stand Up!! (TBS, 2003)
- Netsuretsu Teki Chuuka Hanten 「熱烈的中華飯店」 (Fuji TV, 2003)
- Handoku!!! 「ハンドク!!!」 (TBS, 2001)
- Namida o Fuite 「涙をふいて」 (Fuji TV, 2000)
- V no Arashi 「Vの嵐」 (Fuji TV, 1999)
- Kowai Nichiyoubi 「怖い日曜日」 (NTV, 1999, ep8)
- Abunai Houkago 「あぶない放課後」 (TV Asahi, 1999)
- Nekketsu Renai Michi 「熱血恋愛道) (NTV, 1999, ep1)
- Akimahende 「あきまへんで」 (TBS, 1998)
- Nijuroku ya Mairi 「二十六夜参り」 (TBS, 1998)
- Amagi Goe 「あまぎごえ」 (1998)
- Sutephany Love「血ま嵐」 (2003)

Pel·lícules
- Kiiroi Namida (Yellow Tears) 「黄色い涙」 (2007)
- Tekkon Kinkreet as Kuro (vocal) 「鉄コン筋クリート」 (2006)
- Cartes des d'Iwo Jima 「硫黄島からの手紙」 (2006)
- Pika**nchi Life is Hard Dakara Happy 「ピカ☆☆ンチ　Ｌｉｆｅ　ｉｓ　Ｈａｒｄ　だから　Ｈａｐｐｙ」(2004)
- Ao no Honoo (The Blue Light) 「青の炎」 (2003)
- Pika*nchi Life is Hard Dakedo Happy 「ピカ☆ンチ　Ｌｉｆｅ　ｉｓ　Ｈａｒｄ　だけど　Ｈａｐｐｙ」 (2002)

Anuncis
- Pino
- O'Zack
- McDonald's
- Coca Cola
- Parco
- Petit
- HOUSE Soup de Okoge
- HOUSE Shirataki Noodle containing soy milk
- WFP Biscuit - voice only
- Japan Post
- AU KDDI
- Kirin's Shava Dava